# 铁甲威虫
《铁甲威虫之骑刃王》或簡稱《铁甲威虫》，是一部中國科幻電視動畫劇集，講述甲蟲王國的各「騎刃王」高手相互切磋，主角赤焰七星（星仔）意外發現家用農車竟然是戰車騎刃王「龍戰騎」，為此展開冒險、戰鬥的故事。動畫由炫動卡通和蓝弧文化聯合製作，王巍擔任總導演和編劇，2012年3月卡酷少兒衛視頻道播出，全劇共52集。《铁甲威虫》播出後受到市場歡迎，同時在中國及日本帶起風靡一時的玩具熱潮。

## 外部連結
- 豆瓣电影上《铁甲威虫》的資料 （简体中文）